# Young John Allen

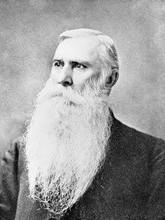
Young John Allen

Young John Allen (chinesisch 林樂知, Pinyin lín lè (yue) zhī; * 3. Januar 1836 in Burke County (Georgia); † 30. Mai 1907 in Shanghai) war ein US-amerikanischer Missionar in China.

## Leben
Young wuchs als Waisenkind bei Verwandten auf, die ihn im baptistischen Glauben erzogen. Bereits als Jugendlicher wandte sich Allen dem Methodismus zu. Er besuchte das „Emory and Henry College“ in Washington County (Virginia), sowie das „Emory College“ in Georgia. Beide Ausbildungsstätten waren vom Methodismus geprägt. 1858 schloss Allen sein Studium ab und heiratete, nachdem er sowohl seine Ländereien als auch seine Sklaven verkauft hatte. Im Jahr 1860 reiste er als Missionar nach China aus, wo er sich in Shanghai niederließ. Dort arbeitete er als Lehrer und Übersetzer für chinesische Behörden. Sein Anliegen war es, die Feindseligkeit zwischen Chinesen und den westlichen Ausländern im Land durch Bildungsarbeit abzubauen. Auf seine Initiative hin wurden mehrere kleine Schulen, später das Anglo-Chinese College (heute: Soochow-Universität (Suzhou)) gegründet. Um die Jahrhundertwende hatte sich Allen in China einen Namen erworben und trug nicht unwesentlich zum gesellschaftlichen Wandel in China bei. Allen übersetzte mehrere Bücher ins Chinesische, war Herausgeber einer chinesischen Tageszeitung und Autor mehrerer Bücher.

## Familie
Allen War verheiratet mit Mary Houston und hatte drei Kinder.

## Werke
Herausgeberschaft
- Chiao-hui hsin-pao (News of churches 教會新報, Zhongguo jiaohui xinbao)
- Wàn Guó Gōng Bào (Wan-kuo kung-pao, Chinese Globe Magazine 萬國公報)

Übersetzungen
- Chūsei kankeiron (中西関係論 Zhongxi guanxi bian)
- Chūtō senki honmatsu (中東戦紀本末 Zhongdong zhanji benmo)
- Li Hongzhang li pin Ou Mei ji (李 鸿章 历 聘 欧 美 记)
- Lieguo suiji zheng yao (列国 岁计 政 要)
- Lude gai jiao ji lüe (路得改教纪略 – Life of Martin Luther)
- Shanghai xin bao (上海新報)
- Shiei hennenpyō
- Si yi bian nianbiao (四裔編年表)

- The diary of a voyage to China, 1859–1860
- Armies of Asia and Europe

Briefe
- in einer Online-Version des Beck-Centers.